# Shahrestān di Bovanat
Lo shahrestān di Bovanat (farsi شهرستان بوانات) è uno dei 29 shahrestān della provincia di Fars, in Iran. Il capoluogo è Bavanat. Lo shahrestān è suddiviso in 2 circoscrizioni (bakhsh): 
- Centrale (بخش مرکزی)
- Sarchanhesami (بخش سرچهانحسامی), con capoluogo Karreh Ay.